# Willibald von Langermann und Erlencamp
Willibald Freiherr von Langermann und Erlencamp (Karlsruhe, 29 de março de 1890 - próximo a Stalingrado, 3 de outubro de 1942) foi um general da Alemanha Nazista durante a Segunda Guerra Mundial, tendo comandado algumas unidades Panzer.

## Biografia
Ele entrou para o Exército como um oficial cadete em 1908 e após se tornou um Tenente em 1910. Após a Primeira Guerra Mundial (1914-18), ele continuou com a sua carreira na Reichswehr, servindo na cavalaria.
Promovido para Oberst em 1 de abril de 1936, ele comandou a Div. 410. Com o início da Segunda Guerra mundial, se tornou o comandante da 29ª Divisão de Infantaria.
Foi promovido para General em 1 de março de 1940, Generalleutnant em 15 de janeiro de 1942 e General der Panzertruppe em 1 de junho daquele mesmo ano. Mais tarde assumiu o comando da 4ª Divisão Panzer (8 de setembro de 1940) e após o XXIV Corpo Panzer (8 de janeiro de 1942).
Foi morto em ação na frente oriental, perto de Stalingrado em 3 de outubro de 1942.

## Condecorações
Foi condecorado com a Cruz de Cavaleiro da Cruz de Ferro (15 de agosto de 1940), com Folhas de Carvalho (17 de fevereiro de 1942, n° 75).